# 确山野豌豆
确山野豌豆（学名：Vicia kioshanica）是豆科野豌豆属的植物，是中国的特有植物。分布于中国大陆的浙江、安徽、甘肃、江苏、河南、河北、陕西、山西、湖北、山东等地，生长于海拔100米至1,000米的地区，多生长于路旁灌丛、山坡、田边、谷地以及湿草地，目前尚未由人工引种栽培。

## 别名
确山巢菜（国产牧草植物）、山豆根（陕西）、芦豆苗（河南植物志）